# Retamal de Llerena
Retamal de Llerena är en kommun i Spanien.   Den ligger i provinsen Provincia de Badajoz och regionen Extremadura, i den centrala delen av landet, 280 km sydväst om huvudstaden Madrid. Antalet invånare är 497. Arean är 96 kvadratkilometer.
Terrängen i Retamal de Llerena är huvudsakligen platt, men österut är den kuperad.